# Pablo (de Ballester-Convallier)
Pablo (de Ballester-Convallier), obispo de Nacianzo, (Barcelona, España, 3 de julio de 1927-Ciudad de México, México, 31 de enero de 1984) fue un religioso y académico español. Convertido del catolicismo a la Iglesia ortodoxa, fue consagrado Obispo de Nacianzo en México en 1970, donde, además de su actividad misionera, se volvió profesor de la Universidad Nacional Autónoma de México y una personalidad culturalmente influyente en el país. Su actividad llegó al fin en 1984, cuando fue muerto con disparos después de celebrar la Divina Liturgia, por lo que es recordado como un mártir por algunos cristianos ortodoxos.
Además de sus intensas actividades religiosas y pastorales, fue un historiador, filósofo y humanista. Hablaba tanto sus idiomas nativos el castellano y el catalán como también el griego, el francés, el italiano, el inglés, el latín y el portugués. Su padre, Francisco Ballester Galés fue un destacado hablante de la lengua internacional Ido (esperanto-reformado), siendo coautor de un método para aprender dicha lengua auxiliar.

## Biografía
Pablo de Ballester-Convallier nació el 3 de julio de 1927 en Barcelona, España, hijo del banquero Francisco Ballester Galés y de la cirujana Concepción Convalier Comas, siendo, a través de su padre, miembro de una tradicional familia catalana-aragonesa, que había producido grandes personalidades del Ducado de Atenas, donde uno de sus miembros más prominentes fue Antonio Ballester, arzobispo de Atenas. La desagregación de su familia durante la guerra civil española lo impactó profundamente, llevándolo a seguir la vida religiosa y estudiar teología entre los Capuchinos de Sarrià antes de convertirse en un novicio en un monasterio de la Orden de los Hermanos Menores Capuchinos en Arenys de Mar.
Trabajando en la biblioteca del monasterio, tuvo contacto con un histórico de anatemas de la Inquisición contra todos los que apoyaban la validez apostólica autónoma del apóstol Pablo, que más tarde descubrió ser repetidos por los papas Juan XXII, Clemente VI, Pío X y Benedicto XV. Por lo tanto, escandalizado por su confesor incentivarlo a no estudiar la Biblia y los Padres de la Iglesia, renunció a las doctrinas católicas del Papado y se movió a Madrid, donde pudo unirse a la Iglesia Anglicana y establecer contacto con el Consejo Mundial de Iglesias, por la cual finalmente conoció algunos cristianos ortodoxos.
La Iglesia Ortodoxa se hizo cada vez más interesante para Pablo, llevándolo a comprar libros griegos y rusos de tiendas occidentales, así como recibir algunos proporcionados por el archimandrita Bento Katsenavakis, de Nápoles. En 1953, consciente de que aún no había presencia ortodoxa en España, entró en contacto con la Iglesia de Grecia y el Patriarcado Ecuménico y fue recibido en Atenas por el arzobispo Espiridión de Atenas y el metropolita Dionisio de Servia y Kozani, ordenado al diaconado por este en el mismo año, y, finalmente, al sacerdocio por el obispo Crisóstomo de Maratón el 26 de junio de 1954, en la Catedral Metropolitana de Atenas. Pablo sirvió en la Iglesia de Constantinopla hasta 1959, año en que obtuvo la nacionalidad griega, y luego fue sacerdote en la arquidiócesis Greco-Ortodoxa de América por más de once años, sirviendo como delegado arquidiocesano en México y, adicionalmente, trabajando como profesor en la Universidad Nacional Autónoma de México. En 1966, fundó la Asociación Cultural Santorini, a fin de difundir la cultura, la historia y las artes a través de conferencias impartidas por especialistas en las respectivas áreas.
En 1970, fue nombrado obispo titular de Nacianzo por el Santo Sínodo presidido por el patriarca Atenágoras I, tras ser elegido metropolita de Nueva Zelanda el antiguo titular, Dionisio (Psiachas). Pablo fue consagrado al episcopado el mismo año, en una ceremonia en Nueva York presidida por el arzobispo Santiago de América. El trabajo del jerarca en el país como clérigo, profesor y autor fue notable, con sus hechos incluyendo la fundación del Instituto Cultural Helénico en la Ciudad de México en 1973, con el propósito de divulgar y fomentar la cultura helenística en el país, a través de conferencias, cursos, workshops, licenciatura y maestría en artes, historia, cultura y ciencias humanas, así como una diversidad de actividades culturales. A través del Instituto, el jerarca se convirtió en un gran exponente del teatro clásico en el país, teniendo como una de sus fieles seguidoras a la actriz Ofelia Guilmáin. En su carrera académica, llegó a ocupar la cátedra de griego clásico en la Universidad Autónoma de México hasta su muerte. Su amistad con Carmen Romano, primera dama de México, hizo de él una de las personalidades más influyentes en el ámbito cultural mexicano durante la presidencia de José López Portillo.
Sus actividades, sin embargo, llegaron a su fin el 22 de enero de 1984, después de celebrar la Divina Liturgia dominical, cuando fue disparado cuatro veces por Rafael Román, exgeneral mexicano mentalmente perturbado que vivía en la vecindad y luego disparó contra sí mismo en un aparente intento de suicidio frustrado. Rafael sobrevivió, pero el obispo Pablo no se resistió a las heridas, falleciendo el día 31 de enero. Las autoridades no descartaron la posibilidad de que el asesino, que presentaba confusión mental, habría sido motivado por alguna especie de fanatismo religioso.

## Legado
El asesinato del jerarca tuvo repercusión mundial, ocupando la primera página del periódico griego Kathimeriní y rendiéndole elogios en el español El País. Fue sepultado en el Cementerio Español de México el 2 de febrero, su funeral siendo asistido por el arzobispo Santiago de América, primado de la arquidiócesis. Esteban (Charalambídis), antes protosincelo en la Metrópolis de la Galia, fue consagrado como el próximo obispo titular de Nacianzo en 1987.
A pesar de no haber sido formalmente canonizado, el obispo Pablo es recordado como un mártir por muchos cristianos ortodoxos. En una visita a México en 2006, el patriarca Bartolomé I de Constantinopla pidió al metropolita Atenágoras de México y Centroamérica que transfiriera sus reliquias para ser sepultadas en la Catedral de Santa Sofía, en Naucalpan, donde hay un monumento dedicado al difunto obispo.
La Asociación Cultural Santorini, fundada por Pablo en vida con fines generales mientras que él mismo era meramente un archimandrita, hoy se dedica exclusivamente a preservar y divulgar el legado intelectual que el erudito obispo dejó como académico helenista.

## Obras como autor
Pablo publicó en vida los siguientes libros:
- El concilio de Elvira, 1949)
- Objetivismo y subjetivismo en la vida religiosa (en francés: Objectivisme et Subjectivisme dans la vie Religieuse, 1949)
- Nuestro Dios, Vuestro Dios y Dios (1951)
- El obispo Osio de Córdoba (1951)
- La Interpretación del Primado de Pedro entre los Padres Occidentales (en francés: L'Interpretation du 'Primatus Petri' chez les Péres Occidentaux, 1951)
- Los pasajes Evangélicos del Primado y su interpretación Patrística (1951)
- Relaciones de las Iglesias Ibéricas con la Iglesia del Norte de África de San Cipriano a San Agustín (en francés: Relations des Eglises Iberiques Avec L'Eglise Nord Africaine Des St. Cyprien Jusqua St. Augustin, 1952)
- Los catalanes en la Acrópolis durante el siglo XIV (en griego: Οι Καταλανοί στην Ακρόπολη κατά τον ΙΔ' αιώνα, 1953)
- El Cristianismo Oriental visto por un occidental (en griego: Ο ανατολικός χριστιανισμός σταχάζομενος από έναν δυτικό, 1954)
- Mi conversión a la Ortodoxia (en griego: Η μεταστροφή μου στην Ορθοδοξία, 1954)[nota 1]
- Historia crítica del Cristianismo, 5 volúmenes (en griego: Κριτική ιστορία του χριστιανισμού, 1954-1956)
- Un interesante incidente durante la persecución de Decio (en griego: Ένα ενδιαφέρον γεγονός κατά τον διωγμό του Δεκίου, 1959)
- Diccionario de mitología cristiana, 2 volúmenes (en griego: Λεξικό της χριστιανικής μυθολογίας, 1961-1962)
- La Sagrada liturgia de San Juan el Crisóstomo (1961)
- Algunas consideraciones respecto a la didáctica y pronunciación del griego clásico (1964)
- S.T.S. Athenágoras I, Patriarca de Reconciliación (1974)

También publicó traducciones libres para el castellano de Eurípides, Aristófanes y Sófocles, a través del Instituto Cultural Helénico.